# Sergej Fedorovcev
Sergej Anatol'evič Fedorovcev (in russo Сергей Анатольевич Федоровцев?; Rostov Velikij, 31 gennaio 1980) è un canottiere russo.

## Biografia
È padre della pallavolista Arina Fedorovceva.

## Palmarès

### Olimpiadi
- 1 medaglia:
  - 1 oro (Atene 2004 nel quattro di coppia)

### Europei
- 2 medaglie:
  - 2 ori (Plovdiv 2011 nel quattro di coppia; Poznan 2015 nel quattro di coppia)